# 新恩堂

新恩堂是中国上海的一座基督教新教教堂，位于上海市静安区乌鲁木齐北路25号，于2004年10月25日被列为第四批上海市优秀历史建筑。

## 历史
该堂建于1939年12月，是内地会英国传教士的专用教堂，名称为「上海公共礼拜堂」。该堂位于上海公共租界越界筑路区域的地丰路（今乌鲁木齐北路），佔地2.71亩，建筑面积955平方米。
1951年内地会撤出传教士后，交给原来宗派背景相同的来自山西省的著名中国传道人杨绍唐负责，改为「乌鲁木齐北路聚会所」。
1958年实行联合礼拜时该堂被保留。1962年命名为新恩堂。1966年文化大革命期间被关闭。1989年9月24日，该堂恢复聚会。

## 建筑
新恩堂为哥特复兴式建筑。立面与景林堂相似，层高9.48米，典型的拉丁十字教堂平面，屋顶坡度大，屋顶结构和开窗均采用尖肋拱顶。正立面刻有“SHANGHAI FREE CHRISTIAN CHURCH EVANGELICAL”。

## 特色
每星期日下午特设粤语礼拜。